# Sedum burrito
El sedum burrito (Sedum burrito) es una especie de la familia de las crasuláceas, comúnmente llamadas, siemprevivas, conchitas o flor de piedra (Crassulaceae), dentro del orden Saxifragales en lo que comúnmente llamamos plantas dicotiledóneas, aunque hoy en día se agrupan dentro de Magnoliopsida. El nombre del género significa “sedentario” o “estar sentado”, esto probablemente por sus hábitos de crecimiento; la especie está dada aparentemente por la similitud entre su hábito de crecimiento y la cola de un burro.

## Clasificación y descripción
Planta de la familia Crassulaceae. Planta glabra, tallos ramificados desde la base, al principio efectos, después colgantes, hasta 5 dm de larga, hojas habitualmente amontonadas, más o menos perpendiculares al tallo, elípticas, obtusas, de 12-16 mm dc largo por 6-9 mm de ancho, glaucas, azulosas. Inflorescencia terminal en cima con 10-30 flores, pedicelos de 8-12 mm de largo, sépalos triangular-ovados, subagudos a obtusos, erectos, de 1-5 mm de largo; pétalos rosados, de 7-8 mm de longitud; nectarios rosa oscuro. Cromosomas n= 34., 35.

## Distribución
Se conoce de ejemplares cultivados en Coatepec, Veracruz.

## Ambiente
No se tienen datos sobre sus afinidades ecológicas.

## Estado de conservación
No se encuentra catalogada bajo algún estatus o categoría de conservación, ya sea nacional o internacional.